# Magische constante
De magische constante of magische som is de som van elke rij of kolom in een magisch vierkant.
Voor een gewoon magisch vierkant, waarin de getallen 1 tot en met n2 staan is de magische constante
{\displaystyle M_{n}={\frac {1}{2}}n(1+n^{2}).}
Dit zijn voor n = 3, 4, 5, ... de getallen
15, 34, 65, 111, 175, 260, 369, 505, 671, 870, ...
Wanneer het magisch vierkant niet wordt gevuld met 1 tot en met n2, maar met de getallen uit een meetkundige rij met n getallen, beginnend met a en met vast verschil v, dan is de formule
{\displaystyle M(n,a,v)={\frac {1}{2}}n(2a+v(n^{2}-1)).}

## Hogere dimensie
Bij een magische kubus is de magische constante
{\displaystyle M3_{n}={\frac {n(1+n^{3})}{2}}}.
Meer bepaald is bij een k-dimensionale magische hyperkubus is de magische constante
{\displaystyle Mk_{n}={\frac {n(1+n^{k})}{2}}}.

## Magische ster
Bij een normale magische ster van orde n is de magische constante M = 4n+2.